# Vorca község
Vorca község (románul: Comuna Vorța) község Hunyad megyében, Romániában. Központja Vorca, beosztott falvai Alsócsertés, Dumesd, Füzesdbogara, Kózsa, Lunksora, Viszka.

## Népessége
A 2011-es népszámlálás adatai alapján a község népessége 876 fő volt.